# Tropico 4
Tropico 4 é um jogo eletrônico desenvolvido pela Haemimont Games e publicado pela Kalypso Media em 2011 para PC. É um jogo de construção e gerenciamento, que se concentra em uma simulação de construção de cidade. Como o primeiro e o terceiro jogo da série, gira em torno de um personagem principal personalizável intitulado "El Presidente" - o ditador que comanda a cidade de Tropico. A versão para Mac OS X do jogo (Tropico 4: Gold Edition, que contém o pacote de expansão Modern Times) foi lançado pela Feral Interactive, em 25 de julho de 2013, bem como os DLCs Dash for Growth e Captain of Industry.
O jogo tem 10 mapas pré-configurados, mas o jogador pode fazer sua própria ilha, escolhendo o modo Random Island. Depois de escolher uma ilha aleatória, um jogador pode personalizar o tamanho da ilha, vegetação, depósitos minerais, e elevação, bem como outros parâmetros de jogo. 

## Jogabilidade

### Criador de personagem
Depois de escolher a ilha, o jogador pode escolher um avatar, ou eles podem fazer seu próprio avatar. Em caracteres personalização, os jogadores podem escolher: sexo, costumes, tom de pele, chapéu, penteado, acessórios, bigode, barba, brincos, características, qualidades e como subiu ao poder. 

### Vista Principal
Os seguintes elementos são visíveis na vista principal: minimapa, população, felicidade, data atual, controles de velocidade, botão de menu, botões do HUD, sobreposições, editais, opção de escolher avatar, almanaque e tarefas. Tropico 4 utiliza uma interface point-and-click padrão. 

### Campanha
A campanha do jogo consiste em 20 missões espalhadas por 10 mapas diferentes. Eles começam com o personagem do jogador, "El Presidente", que tem o controle ocupar-se da ilha de Tropico. As importações podem ser monitorados, bem como as exportações (enquanto que os jogos anteriores da série permitida apenas para cobertura das exportações). Tropico 4 inclui mais poderes. Um conselho de ministros existe, o qual o jogador pode consultar sobre uma série de questões diferentes, caso o jogador não possua ministros, não poderá criar decretos. O jogador terá que lidar com os desastres naturais e as demandas de diferentes facções políticas cada um com sua própria perspectiva ideológica. 
O jogo tem uma variedade de elementos humorísticos incluindo comentários satíricos pela estação de rádio fictícia Tropico News Today. As telas de "carregamento" e "salvar" têm citações de vários ditadores, líderes, políticos e revolucionários como Che Guevara, Fidel Castro, Vladimir Lenin, Karl Marx, John F. Kennedy, Dwight D. Eisenhower, Augusto Pinochet, Nikita Khrushchev , Leon Trotsky, Mobutu Sese Seko, Todor Zhivkov, Vladimir Putin, Josip Broz Tito, Muammar Gaddafi, Ferdinand Marcos, Imelda Marcos e Mahmoud Ahmadinejad. Ele, como seus antecessores, apresenta uma trilha sonora latina, desta vez elaborado principalmente a partir dos álbuns Elementos e Oñejo por Alex Torres & His Latin Orchestra. 

## Enredo
O jogo segue o protagonista, El Presidente, como ele trabalha no sentido de restaurar o poder que ele perdeu no Caribe depois de evitar uma guerra nuclear perpetrado pelo vice-presidente dos Estados Unidos, a fim de subir ao poder. Ele é dividido em três atos: 

### Ascensão ao poder
El Presidente chega em sua nova ilha, onde ele começa a sua meta de construir uma nação ideal para o seu povo. Para isso, ele foca sua administração em várias ilhas, desenvolvendo o potencial econômico de cada um, até que ele seja expulso do poder depois de ser enquadrado pelo assassinato do atual presidente dos Estados Unidos. Ele é então forçado a fugir de seu país e dirige-se para outras partes do Tropico. 

### The Revenge
Forçado a tomar uma nova identidade e fugir de sua república, El Presidente começa sua vingança através da criação de uma base de poder em Isla Oscura. Lá, El Presidente descobre que ele foi vítima de uma conspiração envolvendo Keith Preston, o CEO da Fruitas Inc. (uma paródia da United Fruit Company), o líder rebelde Marco Moreno (uma paródia de Che Guevara), da inspetora da ONU Brunhilde Van Hoof (uma paródia de Margaret Thatcher) e seu ex-mentor Generalíssimo Santana. Depois de decretar a sua vingança sobre os conspiradores e limpar seu nome, El Presidente recupera sua posição como governante legítimo de Tropico. 

### The Comeback
Reintegrado ao poder, El Presidente concentra-se em reconstruir a sua nação, até que seus antigos inimigos reaparecem e vendem para ele informações sobre o verdadeiro cérebro por trás de sua queda, o vice-presidente americano Nick Richards (uma paródia de Richard Nixon), que matou o presidente dos Estados Unidos para assumir o seu lugar. Nesta altura, a perestroika atinge a URSS e Tropico oferece sua ajuda à nação em troca de provas incriminatórias de Nick Richards que leva à sua morte. El Presidente, em seguida, dá os retoques finais para fazer de Tropico uma nação poderosa e próspera. 

### Facções
Como El Presidente, o jogador pode ver em todas as necessidades do cidadão, a felicidade, habilidades, pensamentos e ideologia política. As demandas dos Tropicanos incluem alimentação, saúde, lazer e fé. Estas são preenchidas por construção de edifícios específicos: Se os cidadãos exigem lazer, o jogador deve tentar construir um pub, restaurante, cinema, ou alguma outra forma de entretenimento. 
Há uma variedade de facções no Tropico, e cada estratégia do jogador irá influenciá-las diretamente. Os Tropicanos se juntam a facções de diferentes maneiras: alguns vão fanaticamente apoiar uma facção, alguns são menos fanáticos, mas permanecem fiéis, e alguns preferem não participar de determinadas facções ou qualquer facção. Apelar para as necessidades das facções é crucial para manter a população sob controle e evitar ser derrubado, seja por um golpe de Estado ou por perder uma das eleições realizadas ocasionalmente. No entanto, as políticas e algumas facções exigem conflitos com as outras facções.
Os capitalistas são as pessoas ricas e empreendedores da ilha. Naturalmente, a sua agenda colocá-los contra os comunistas. Eles respeitam a baixa taxa de criminalidade, cobrança de aluguéis para habitação, e ter uma economia diversificada e competitiva. Eles são liderados por Antonio Lopez, um oportunista rico que promove a venda de produtos perigosos e até mesmo vende armas aos rebeldes para um dinheirinho rápido. Se as exigências dos capitalistas não estão sendo atendidas, eles vão recorrer ao roubo para ganhar dinheiro e irão roubar uma parte de toda a renda de Tropico, principalmente das exportações.
Os comunistas são a maior facção, mais preocupados com a qualidade da habitação e serviços de saúde da ilha. Camarada Vasquez, o seu líder, é um excêntrico que frequentemente diz slogans comunistas. No caso em que os comunistas se tornem aborrecidos, os rebeldes de Cuba começaram a se infiltrar em sua ilha e lutar contra o seu regime. 
Os intelectuais são mais progressivos, ao contrário da facção religiosa que é conservadora. Eles são liderados por Miss Pineapple, que também é amante do El Presidente e uma dançarina do cabaré. Os intelectuais preferem decretos que beneficiam o setor educacional, e são facilmente aborrecidos por outros que interferem na livre disseminação de conhecimento, especialmente a queima de livros, que irá afastá-los. Perturbando os intelectuais, começaram os protestos estudantis, tornando-se assim a população de Tropico sem graduação de escolas secundárias ou faculdades. 
Os religiosos são uma facção católica conservadora liderada pelo reverendo Esteban, um bêbado que usa rum durante seus sermões para adorar a Deus. Eles estão muito preocupados com a fé entre os Tropicanos, e a construção de igrejas e catedrais aumentam sua influência. Se a facção religiosa está chateada, padres e bispos falam contra você aos outros, espalhando a dissidência entre qualquer um que assistir sermões na ilha. 
Militaristas estão interessados na defesa de Tropico. Eles são bastante consideráveis, e falta de apoio pode resultar em rebeliões, ataques terroristas ou invasões. General Rodriguez é o lider dos militaristas. Os militaristas são principalmente os detratores dos intelectuais, e são, portanto, na sua maioria analfabetos. Soldados com baixos salários ou baixa satisfação no geral podem fazer com que os militaristas deem um golpe. 
Ambientalistas se esforçam para preservar a beleza natural de Tropico. Liderados pela hippie Sunny Flowers, uma apresentadora e teórica da conspiração, eles irão se opor a quaisquer esforços que El Presidente faça para fazer mal ao ambiente, mesmo para fins econômicos, como exploração madeireira e mineração, e, portanto, são adversários dos capitalistas. A aprovação do decreto antipoluição irá acalmá-los. Se eles estiverem não estiverem felizes, tentarão bloquear seus edifícios industriais. 
Nacionalistas estão encarregados de cuidar e preservar das pessoas de Tropico e seus costumes. Eles geralmente se opõem a imigrantes, que, de acordo com o líder El Diablo, um skinhead violento, tomam empregos lucrativos dos Tropicanos. Eles irão se opor a quaisquer políticas externas e estão em desacordo com os comunistas e capitalistas. Quando ignorados, os nacionalistas vão começar tumultos na ilha. Estes tumultos rapidamente se transformam em batalhas entre Tropicanos e imigrantes. 
Legalistas são uma facção que estão sempre fiel a El Presidente. Eles são liderados por conselheiro pessoal de El Presidente, Penultimo. A maioria de seus membros têm inteligência abaixo da média e sofreram lavagem cerebral com toda a propaganda para embelezar El Presidente. Eles nunca vão se rebelar; em troca, eles exigem que El Presidente aja como um "verdadeiro líder", evitar a democracia, e cultivar a sua imagem através de instalações, como um museu dedicado à infância de El Presidente. 

## Desenvolvimento
O jogo foi anunciado em meados de agosto de 2010, em um comunicado de imprensa da editora, Kalypso Media. Tropico 4 foi lançado no PC e portado para Xbox 360 mais tarde, como ocorreu com seu antecessor Tropico 3. No entanto, ao contrário de seus antecessores, Tropico 4 pode ser jogado Exclusivamente no PC através da plataforma OnLive. 

### Programa demonstrativo
Uma versão demo foi lançada no PC via Steam e mais tarde no Xbox 360 via Xbox LIVE Marketplace. Ele contém quatro missões de tutorial e uma missão de campanha. Muitos edifícios não estão disponíveis para a construção. 

### Expansão & DLCs
Uma expansão, intitulado Modern Times, foi lançado em 27 de março de 2012 para PC. Ele apresenta uma nova campanha single-player que tem lugar um ano após os acontecimentos de Tropico 4. Após o sucesso de El Presidente na reconstrução de Tropico, ele sai em merecidas férias, apenas para descobrir, quando ele retorna de que seu conselheiro Penúltimo afundou sua ilha acidentalmente em dividas em meio à crise econômica de 2008. Enquanto trabalha para colocar o país de volta nos trilhos, El Presidente cruza caminhos com a organização sombria "O Conclave", e cabe a ele ajudar a salvar o mundo novamente. 
Em 15 de dezembro, o primeiro de muitos pacotes de DLC foi lançado, intitulado Junta. Desde então, vários outros pacotes de DLC foram liberados, incluindo Plantador, Quick-Dry Cement, Pirate Heaven, Megalopolis, Vigilante, Voodoo, Propaganda!, The Academy e o DLC mais recente, Apocalypse. Cada pacote de DLC inclui novos edifícios, uma nova ilha, uma nova missão, uma nova característica, e, dependendo do DLC, novas opções de roupas para El Presidente e nova decoração. A DLC Modern Times também moderniza a jogabilidade acrescentando eventos da vida real que teriam acontecido um pouco antes ou durante o século XXI.

## Recepção
O jogo recebeu críticas positivas e detém uma pontuação 77/100 no Metacritic com base em 28 avaliações (78/100 no PC).
A maioria dos críticos elogiaram o título por sua jogabilidade viciante, grande senso de humor e o excesso de variedade. No entanto, uma série de comentários tinha citado Tropico 4 para suportar muitas semelhanças com o seu antecessor, bem como a falta de inovação. GameSpot comentou que "Tropico 4 é uma sequela simpático e envolvente, que se expande em seu antecessor, mas não oferece muito nova profundidade." IGN afirmou que "se você é do tipo que tem passado horas com os jogos Civilization ou SimCity, ou tem uma necessidade doentia de estar no controle, então é hora de se tornar El Presidente".